# I'm here (中西保志のアルバム)
『I'm here』（アイム・ヒア）は、中西保志5枚目のオリジナル・アルバム。1996年10月1日発売。発売元は日本コロムビア。

## 解説
前作から10か月ぶりの新作。先行シングル「悲しみのためじゃない」リカットシングル「どうして君を傷つけたのだろう」収録。

## 収録曲
編曲：富田素弘（特記以外）山内薫（5.10）岩代太郎（8）
1. どうして君を傷つけたのだろう（4：46）[2]
  - 作詞：松井五郎　作曲：荒木真樹彦
2. Where Do We Go From Here（3：46）[2]
  - 作詞・作曲：モリー・スターンズ
  - 歌：中西保志&Kenya Hathaway
3. 君のせいじゃない（4：26）[2]
  - 作詞：夏目純　作曲：都志見隆
4. メリークリスマスを言う前に（4：56）[2]
  - 作詞：並河祥太　作曲：大森俊之
5. 心のままに（4：30）[2]
  - 作詞：川村真澄　作曲：山内薫
6. We are（4；31）[2]
  - 作詞：山田ひろし　作曲：水島康宏
7. CHEERS（5：58）[2]
  - 作詞・作曲：中西保志
8. 悲しみのためじゃない（4：53）[2]
  - 作詞：夏目純　作曲：岩代太郎
9. Rainy Blue（5：23）[2]
  - 作詞・作曲：Qumico Fucci
10. 涙の温度（5：23）[2]
  - 作詞：川村真澄　作曲：山内薫
11. 冬の扉（4：20）[2]
  - 作詞：山田ひろし　作曲：富田素弘